# خریستو مارکوف
خریستو مارکوف (بلغاری: Христо Ганчев Мaрков؛ زادهٔ ۲۷ ژانویهٔ ۱۹۶۵) ورزشکار پرش سه‌گام اهل بلغارستان بود.